# Parque nacional El Impenetrable
El parque nacional El Impenetrable es un área protegida nacional situada en el norte de Argentina. Protege una muestra representativa del ambiente chaqueño del noroeste de la provincia del Chaco, el cual anteriormente constituía el sector sobre esa provincia de la extensa estancia La Fidelidad. Se sitúa en el centro de la zona conocida como El Impenetrable en el departamento General Güemes. Se accede a él por la Ruta Provincial 9, siendo los parajes Las Hacheras y La Armonía los poblados más cercanos.
Sus principales atractivos residen en su significativa superficie, la cual aún mantiene un buen estado de conservación y características prístinas en muchos sectores, lo que conlleva la supervivencia de abundante fauna mayor.

## Características
Su superficie es de alrededor de 128 903 hectáreas y comprende la mayor parte de la porción chaqueña de la enorme estancia La Fidelidad (de 250 000 ha la que formaba un cuadrado de 50 km de lado), perteneciendo la superficie restante de la misma (hacia el nordeste) a la provincia de Formosa, separada de esta por el cauce del río Bermejo, del cual este parque se encuentra en su planicie fluvial.
Geomorfológicamente el parque está situado en el interfluvio río Bermejo-Bermejito (o Teuco-Teuquito), por lo que su relieve es variado, comparándolo con otras zonas chaqueñas. Próximos a los ríos se encuentran albardones y galerías forestales con suelos más altos y húmedos. Los antiguos meandros de cauces fluviales abandonados son denominados localmente “caños”, y en ellos se presentan alargadas franjas de altos pastizales de tipo sabana. En lugares más bajos del terreno se acumula el agua de las lluvias, dando lugar a distintos tipos de cuerpos de agua, como la laguna El Breal y el pozo de los Yacarés, entre otros.
Suelos
Sus suelos son mayormente de origen aluvial, de una textura variable, escaso desarrollo e hidromórficos. Sobre el Bermejo se encuentran hacia el norte cuarcipsament y hacia el sur hapludol y tal vez udifluvent hacia el extremo oriental, el que es dominante aguas abajo del parque. Continuando hacia el sudoeste desde los anteriores se presenta primero una ancha franja de ustifluvent y finalmente otra de haplacuol.
Clima
Posee clima semitropical continental —una variante cálida del clima tropical continental— relacionado con otros climas semitropicales. Se caracteriza por presentar una acentuada continentalidad, temperaturas elevadas todo el año (con posibilidad de presentar marcas superiores a 40 °C en cualquier mes), las que en el verano pueden llegar excepcionalmente a situarse por sobre los 45 °C. Como contraparte  en invierno la mínima puede descender por debajo de 5 °C, lo cual oficia de baremo excluyente para las especies de plantas con alguna sensibilidad hipotérmica. La temperatura media anual es de alrededor de 22,5 °C.
Las lluvias se concentran desde el fin de la primavera hasta comienzos del otoño, siendo en el invierno casi nulas. 
El acumulado anual de precipitaciones ronda los 700 mm, siendo algo mayores en los sectores orientales y levemente menores en los occidentales, si bien son habituales las anomalías, las diferencias entre años, y los ciclos húmedos y secos. Todo ello hace que su biota esté particularmente adaptada al exigente régimen climático, con abundancia de vegetales con adaptaciones para evitar la pérdida de agua, para explotar la humedad de la capa freática, etc.

## Historia del área
El origen del parque nacional Impenetrable fue la primitiva estancia “La Fidelidad”, una propiedad de Jorge Born. La actividad productiva que en ella se realizaba era la tradicional ganadera extensiva en campo natural. Al comenzar la década de 1970, fue adquirida por los hermanos, de origen italiano, Luis y Manuel Roseo, hasta ese entonces, dedicados a la industria textil. A causa de su inexperiencia, la marcha de la economía del emprendimiento no fue buena. Por ejemplo, adquirieron 3000 cabezas de ganado bovino, y simplemente soltaron en “La Fidelidad” sin prever que, al no contar con alambrados internos, se perderían en la inmensidad del Monte. Hasta el año 2013, la población feral así iniciada aún se mantenía en el área.  
Luis Roseo murió en 1984, quedando la propiedad en manos de su hermano Manuel, quien tampoco tenía hijos conocidos. Ante las deudas que acumulaba, su propietario se negaba a vender parte del predio, viviendo muy modestamente, y trabajando en una carpintería lo producido por el predio, en el cual la productividad estaba limitada a la extracción de madera, especialmente de algarrobo. El 13 de enero de 2011, en la localidad de Juan José Castelli, Roseo —de 75 años— y su cuñada Nelly Bartolomé —de 73 años, viuda de su hermano— fueron torturados y luego asesinados por un grupo mafioso, con el objetivo de apropiarse de esos campos, valuados en 250 millones de dólares. La misma estaría relacionada con una organización de escribanos, abogados, y empresarios, que habría concretado, e intentado concretar, ventas fraudulentas de sectores de la estancia a multinacionales cerealeras, y empresarios, sin el consentimiento ni conocimiento del propietario.

### Acciones para su conservación
Por su superficie y ubicación, dentro del corredor natural del río Bermejo, esta estancia ha despertado siempre un especial interés entre los conservacionistas. El 10 de octubre de 2007 fue sancionada la ley provincial n.º 5994 que dispuso la expropiación de 20 000 ha de la estancia La Fidelidad para relocalizar allí a los pobladores no aborígenes que habitan en la Reserva Aborigen de la Asociación Comunitaria Aborigen Meguesoxochi.
El 6 de julio de 2011 fue sancionada la ley provincial n.º 6833 que creó la reserva de recurso La Fidelidad, comprendiendo la totalidad de la superficie chaqueña de la estancia La Fidelidad con una superficie de 148 903,70 ha, sin que se haya efectuado su expropiación parcial:

Art. 1: Créase la Reserva de Recurso "La Fidelidad", de acuerdo con lo establecido en la ley 4.358, artículo 6º, apartado V, que comprenderá la totalidad de la superficie que ocupa en la Provincia del Chaco la Estancia "La Fidelidad", concordante con las siguientes denominaciones catastrales: NOMENCLATURA CATASTRAL: Circunscripción VI, Parcela 1. SUPERFICIE: 148.903,70 has. Departamento General Güemes.
 Art. 3: Facúltase al Poder Ejecutivo a la celebración de convenios con el Gobierno Nacional o con otros Gobiernos Provinciales a los efectos de coordinar medidas tendientes a cumplir con la finalidad de la presente ley, como también para la constitución y conformación de un parque interprovincial o nacional que comprenda la superficie descripta en el artículo 1º.

Se la declaró «reserva de recursos», lo que impidió que continúe allí la caza, además de recategorizar su superficie en el ordenamiento de la ley provincial de bosques nativos como «zona I» o «roja» ("Alto valor de conservación"), de modo que quedó vedado en el predio el desmonte y el uso ganadero.
El 21 de diciembre de 2011 fue sancionada la ley n.º 6928 por la que la provincia del Chaco decidió expropiar el sector de la estancia situado en su territorio.

Art. 2: Exprópiase en virtud de lo dispuesto en el artículo anterior y de acuerdo con la ley 2.289 "de facto" (t.v.) -Régimen de Expropiaciones-, la Reserva Natural de Recursos "La Fidelidad", con cargo a ser destinado a Reserva Natural de Recursos, cuya denominación es la siguiente: NOMENCLATURA CATASTRAL: Circunscripción VI, Parcela 1. Folio Real Matrícula 113. DEPARTAMENTO: General Güemes. SUPERFICIE: 148.903, 70 has.
 Art. 4: Exclúyese de la superficie a expropiar con destino a Reserva Natural de Recursos, la fracción de inmueble mencionada en la ley 5.994, cuya vigencia y contenido se restablecen por la presente.

La ley estipula que del total, 128 903,70 hectáreas serán destinadas a una reserva natural de recursos, mientras que la superficie restante será utilizada para la relocalizar en ella a criollos que hasta entonces estaban asentados en una reserva aborigen. Las comunidades preponderantes que viven dentro del Impenetrable son Wichis y Qom. Las mismas se ocupan de la conservación de la naturaleza, inherente a su modo de vida. Conjuntamente, habilitó al gobierno de la provincia para realizar los convenios necesarios para convertir el área en un parque nacional. Para pagar los 64 millones de pesos que se debían abonar a los herederos de Roseo, los diputados aprobaron la creación de un fideicomiso principal, y fideicomisos anexos que llevarían los nombres de las ONG que deseasen hacer una campaña de recaudación de fondos, entre las que se encontraban, entre otras, Greenpeace, la Fundación Banco de Bosques, la Fundación Vida Silvestre Argentina, y la Fundación Ambiente y Recursos Naturales. La provincia, además, recibió aportes del estado nacional, a través de la Secretaría de Ambiente y de la Administración de Parques Nacionales.
El 6 de noviembre de 2013 la Legislatura de la provincia del Chaco aprobó por unanimidad, la ley n.° 7317, por la cual, en el marco de la ley n.° 22351 de “Parques Nacionales, Monumentos Naturales y Reservas Nacionales” que el sector provincial del área protegida proyectada sea cedido a la jurisdicción nacional con destino a la creación de un parque nacional, bajo ciertas condiciones.
La ley aprobada instruye que: 

«Perfeccionada la expropiación dispuesta por la ley 6928, el Poder Ejecutivo deberá realizar los correspondientes actos de disposición para ceder el dominio del inmueble al Estado Nacional».

Además, indica que el estado provincial:

«...se reserva el derecho de retrocesión automática, en el caso de que cualquier decisión del Estado Nacional y/o modificación de la Ley 22351 o la Ley que la reemplace implique la exclusión parcial o total del dominio público nacional del inmueble respecto del cual se cede el dominio y la jurisdicción o la desafectación total o parcial del inmueble, de los fines previstos en esta ley».

El siguiente paso fue el pedido al Estado Nacional para que acepte el traspaso del inmueble a su favor —y bajo las condiciones indicadas por la ley provincial—, decisión que le compete al congreso nacional y que se debe expresar mediante la aprobación de una ley específica al efecto.

### Creación del parque nacional
El 22 de abril de 2014 se efectuó en el Senado Nacional argentino la presentación de la ley para la creación del parque nacional El Impenetrable, siendo allí anunciada por Emiliano Ezcurra (en representación de “Banco de Bosques”) y Verónica Quiroga (representando a “CEIBA”). 
La fundación Conservation Land Trust (CLT), ONG creada por el magnate  y filántropo estadounidense Douglas Tompkins y dedicada con especial énfasis a proteger áreas silvestres del Cono Sur sudamericano, fue clave en la última etapa, al brindar su apoyo económico. Se comprometió a desembolsar el dinero que restaba entre lo que ya se había recaudado —y que administraba “Fiduciaria del Norte”— y la cifra final que requería la ley provincial de expropiación. Se descontaba que la ley nacional de creación del parque sería ampliamente apoyada y aprobada por los congresistas pues se trata de un proyecto de conservación que ha tenido absoluto respaldo político para su implementación, algo poco común.
Se aceptó la cesión de dominio y jurisdicción y se convirtió en parque nacional el 22 de octubre de 2014 mediante la sanción de la ley n.º 26996, votada por unanimidad en ambas cámaras del Congreso de la Nación Argentina y promulgada el 30 de octubre de 2014 por decreto n.º 2008/2014.

ARTICULO 2° — En cumplimiento de lo establecido por la ley de la provincia del Chaco 7317 ya mencionada, y encontrándose reunidos los requisitos previstos por la ley nacional 22.351 —Régimen Legal de los Parques Nacionales, Monumentos Naturales y Reservas Nacionales— créase el PARQUE NACIONAL “EL IMPENETRABLE”, bajo los términos de dicha ley, el que estará conformado por las tierras referidas en el artículo 1° y en los Anexos I y II de la presente ley, que representan una superficie aproximada de ciento treinta mil hectáreas (130.000 has).

La inauguración del parque nacional se vio demorada debido a acciones judiciales de los dueños de los terrenos a expropiar. El 18 de noviembre de 2018 el juez de la causa resolvió otorgar a la provincia del Chaco la posesión del inmueble declarado de utilidad pública por Ley Nº 6928 (...), superficie 148.903 has., excluyéndose (...) la fracción del inmueble mencionada en la Ley 5994.
El 27 de junio de 2016 fue firmado un convenio entre la provincia del Chaco y la Administración de Parques Nacionales cuyo objeto fue acordar los términos para la entrega y recepción de la posesión de las tierras que integran el parque nacional El Impenetrable que le fuera otorgada a la provincia del Chaco mediante sentencia judicial de 18 de noviembre de 2015.

PRIMERA: La PROVINCIA se compromete a entregar y la "APN" a recibir la posesión de las tierras identificadas en el artículo 1° de la Ley Nacional N° 26.996, cuya denominación y límites se describen en dicha norma, que representan una superficie aproximada de CIENTO TREINTA MIL HECTAREAS (130.000 ha), que integran el Parque Nacional "El Impenetrable", y que le fuera otorgada a la provincia mediante sentencia de fecha 18 de noviembre de 2015 en la causa caratulada "PROVINCIA DEL CHACO C/LUIS Y MANUEL ROSEO (FALLECIDOS) Y/O SUS HEREDEROS S/EXPROPIACION" - Expte. N°515/13.
 SEGUNDA: Esta posesión se hará efectiva una vez que el juez de la causa referida en el artículo primero libre el Mandamiento de Posesión correspondiente, a favor de la Provincia del Chaco (...)

El convenio fue ratificado por el directorio de la APN el 29 de junio de 2016 mediante resolución n.º 117/2016:

ARTÍCULO 1° — Ratifícase el Convenio entre la Provincia del Chaco y esta ADMINISTRACIÓN DE PARQUES NACIONALES, que fuera suscripto por el Vicepresidente del Organismo el día 27 de junio del corriente año, el cual forma parte de la presente como Anexo I.

Quedó inaugurado oficialmente el 25 de agosto de 2017, con un acto público en el paraje La Armonía y con un intendente a su frente. La intendencia tiene su sede en la localidad de Miraflores.

## Biodiversidad
Está situado en la interfase ecotonal entre el chaco semiárido y el chaco húmedo, por lo que se encuentran especies de ambos biomas, aumentando de este modo su biodiversidad. 
Ecorregionalmente pertenece a la ecorregión terrestre chaco occidental, con algunas ingresiones correspondientes a la del chaco húmedo, mientras que sus arroyos y lagunas se incluyen en la ecorregión de agua dulce Chaco.

### Fauna

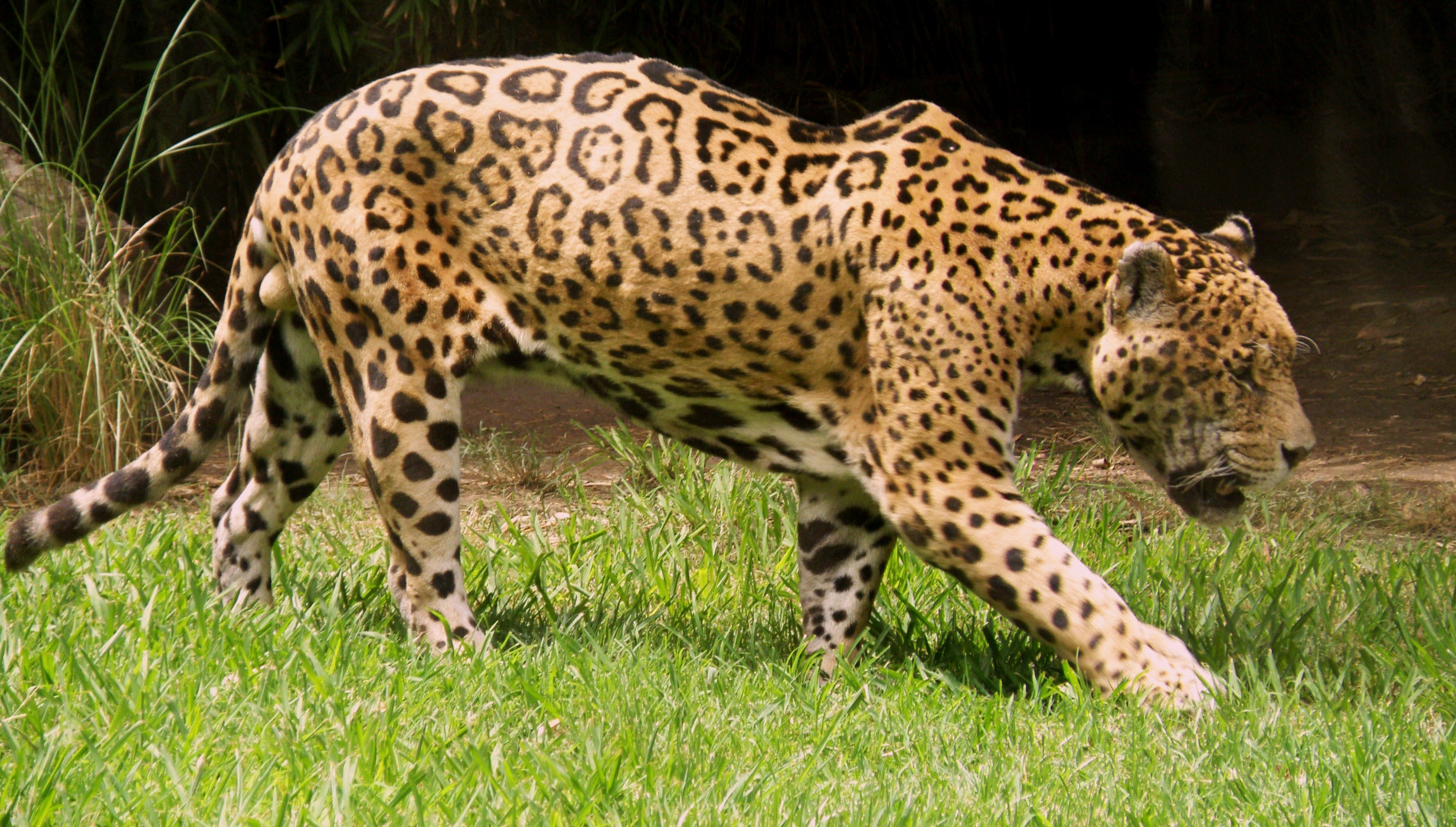
Yaguareté austral.

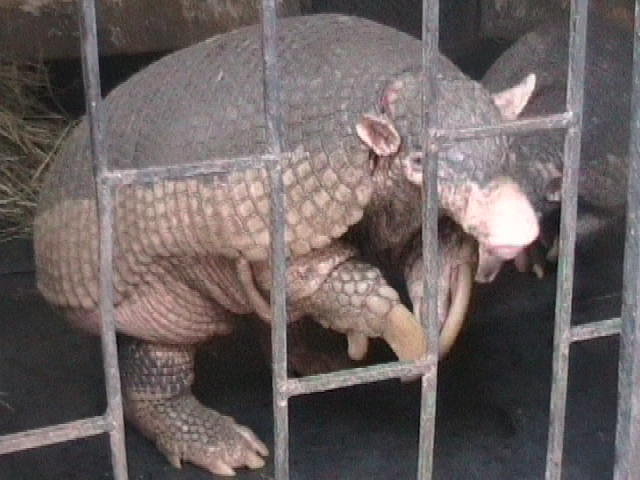
Tatú carreta.

Complementado con la vecina área formoseña, destaca por la abundancia de especies de fauna mayor, además de poseer una enorme superficie, la cual podría contener números significativos de ejemplares de las mismas, las que requieren de importantes extensiones con vegetación sin alteraciones destacadas. A muchas de sus especies se las categoriza, en listados nacionales o mundiales, como en extinción.
Mamíferos
Se ha detectado la presencia de numerosas especies de mamíferos; muchos de ellos están amenazados, los cuales son muy raros o están extintos en otras áreas chaqueñas. Destacan: yaguareté, puma, yaguarundí, gato montés, ocelote, aguará-guazú, zorro pampa, zorro de monte, coatí, aguará-popé, zorrino de cola blanca, hurón mayor, 3 especies de pecaríes: de collar, labiado y pecarí quimelero, tapir, corzuela parda, corzuela rojiza, oso hormiguero grande, oso melero, comadreja overa, conejo tapetí, carpincho, conejo de los palos, vizcacha, cuis, tatú carreta, quirquincho, mulita grande, cabasú chaqueño, tatú peludo, quirquincho bola, mono carayá negro, mono mirikiná, etc.
En una de las casas del casco de la estancia es posible observar una colonia de vampiros comunes. Entre los animales asilvestrados se detectan aún a vacunos, caballos y burros.
Actualmente la Fundación Rewilding Argentina se encuentra trabajando junto con el Ministerio de Ambiente de la Nación y el Ministerio de Ambiente y Desarrollo Territorial Sostenible de la Provincia del Chaco, en un ambicioso proyecto que tiene como objetivo fortalecer las poblaciones de yaguaretés existentes en el Parque Nacional. Dicho proyecto está dando sus frutos pues año tras año se están registrando nuevos nacimientos de yaguaretés en El Impenetrable, y la población de dichos felinos está en aumento, consolidándose la presencia de la especie en la región chaqueña. El trabajo coordinado entre la Fundación Rewilding Argentina, las jurisdicciones de Ambiente nacional y provincial, con el apoyo del sector civil, resulta crucial para alcanzar la meta de recuperación del Monumento Natural Yaguareté en Argentina.
Recientemente, en agosto de 2025, se informó de la presencia de un cachorro de Yaguareté, nacido en estado silvestre, junto a su madre, Nalá, una ejemplar introducida y liberada en el Parque Nacional en 2024 con el objetivo de que fuera aumentando de manera paulatina la población de dichos felinos en el Parque, la cual aún sigue siendo crítica en cuanto a la cantidad de individuos. Dicho avistamiento representa una señal de esperanza para la recuperación de la especie en la región chaqueña, cuya población es una de las más amenazadas debido al bajo número de ejemplares y, en especial, de hembras con capacidad reproductiva.
Aves

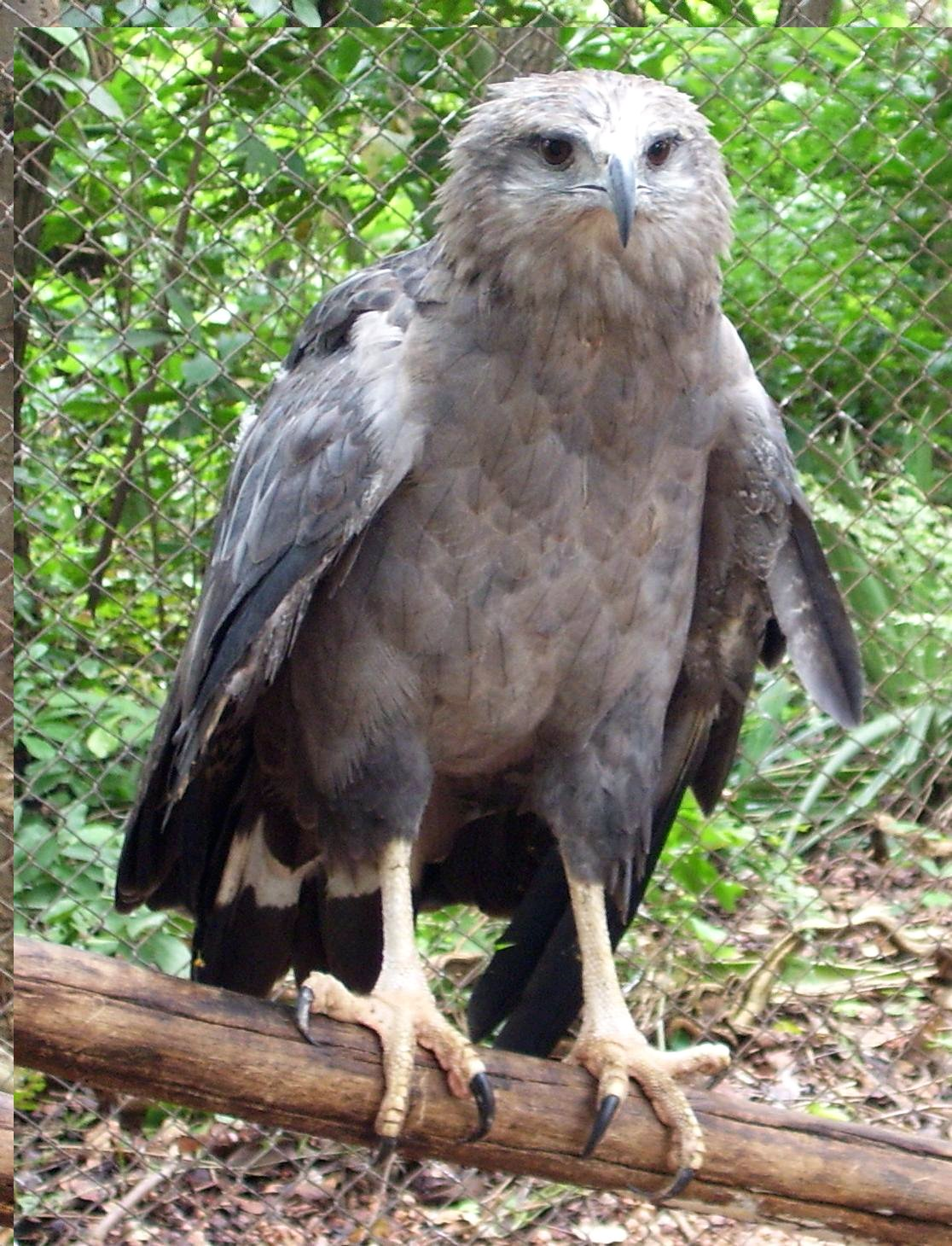
Águila coronada.

Se encontraron al menos 163 especies de aves, destacan algunas amenazadas, por ejemplo el águila coronada, el loro hablador chaqueño, el matico y el ñandú. Son comunes la chuña de patas negras, charata, palomita colorada y pato picazo.
Reptiles

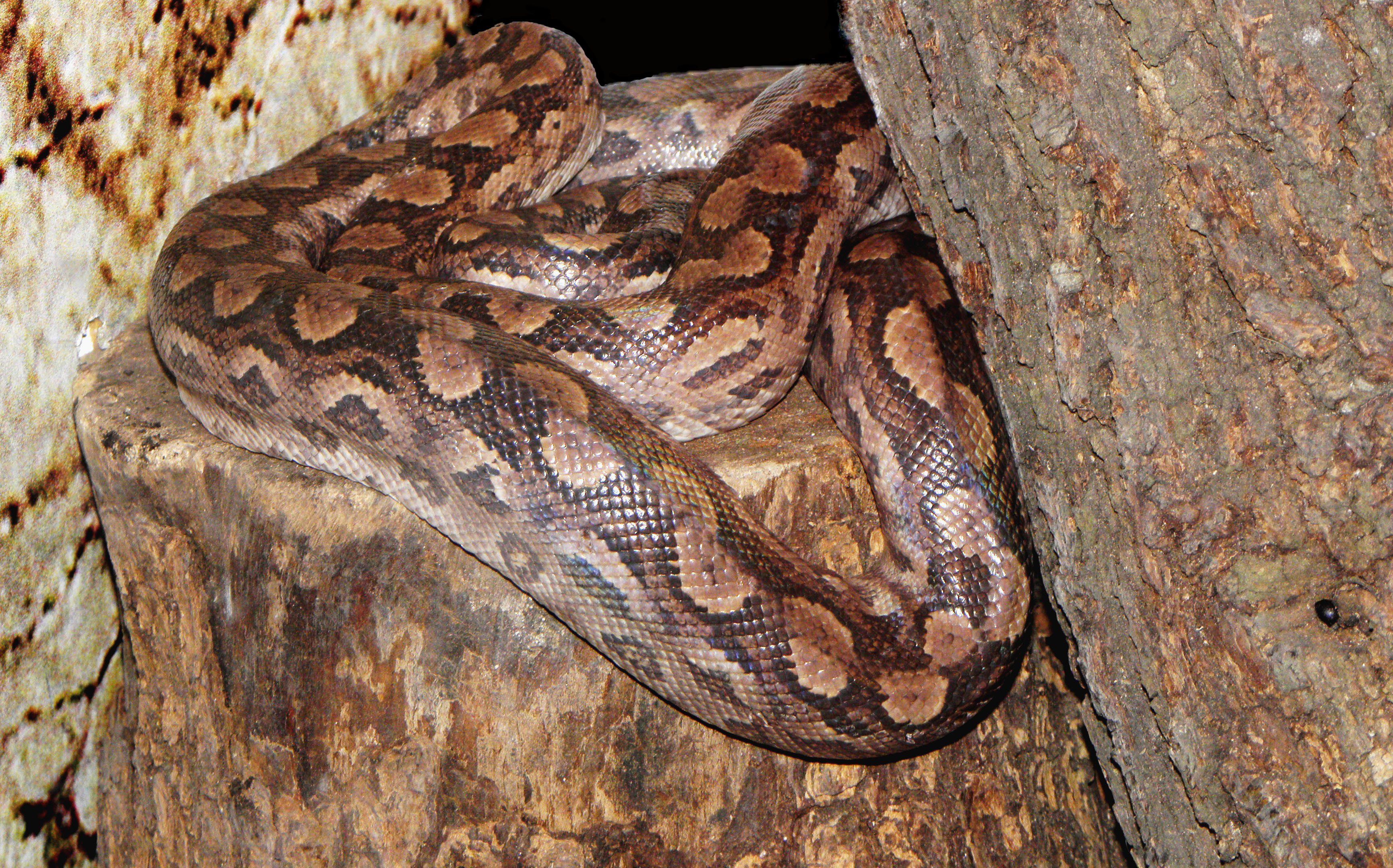
Boa arcoíris chaqueña.

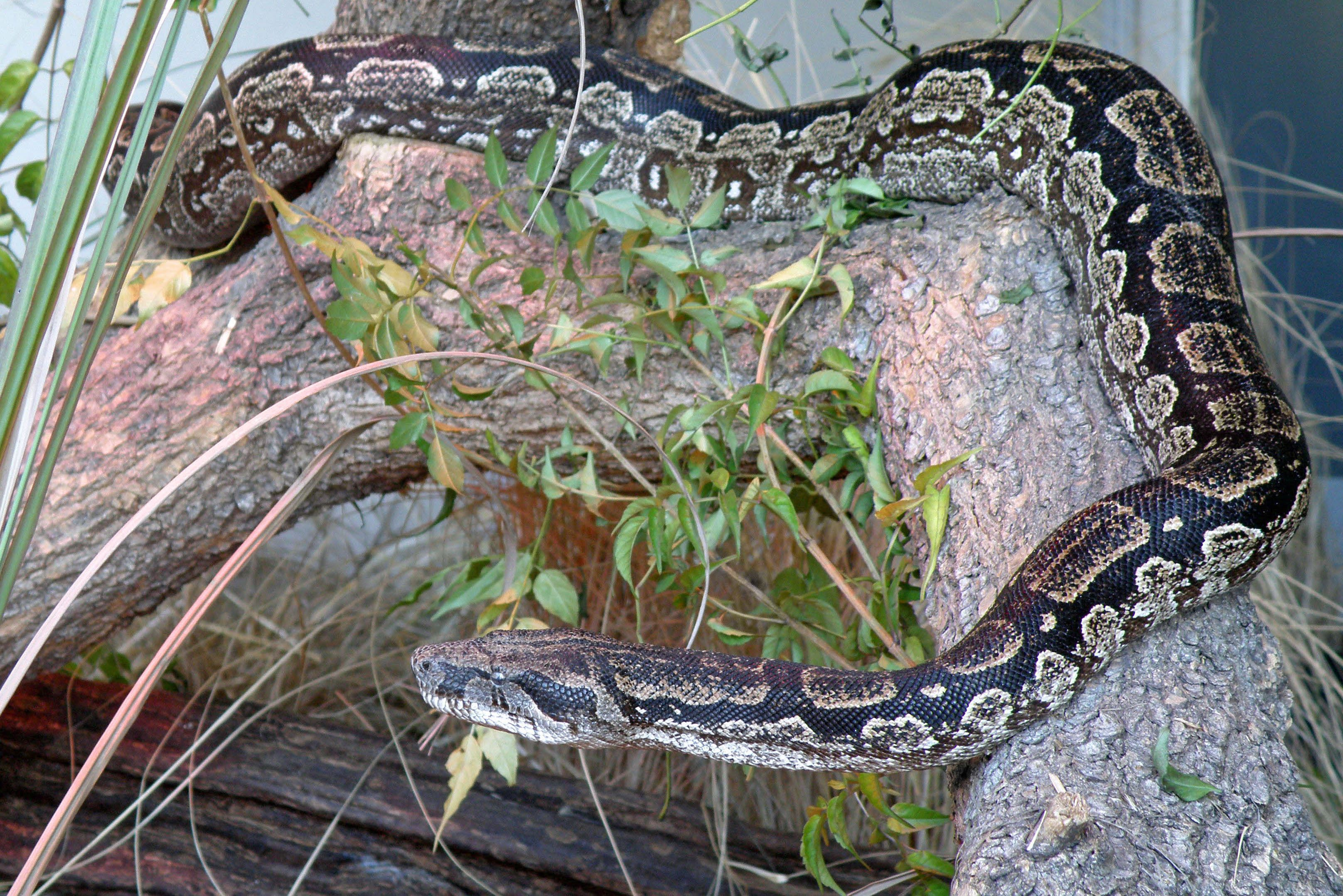
Boa de las vizcacheras o lampalagua.

Entre las especies de reptiles las más llamativas son las boas: la denominada boa arcoíris chaqueña y la de las vizcacheras o lampalagua, y los yacarés ñatos, los que son fáciles de ver en el pozo de los Yacarés, en el cual habitan en un número próximo al centenar. También se encuentran peligrosos ofidios venenosos, como la víbora de cascabel, y las yararáes grande y chica.
Anfibios
Entre las especies de anfibios listadas se encuentran, entre otras, la rana criolla y Physalaemus santafecinus.
Invertebrados
Llaman la atención los enormes hormigueros, con forma de pequeñas mesetas de consistencia dura, de medio metro de alto y varios metros de diámetro, de los que parten hacia todas las direcciones  innumerables caminos de hormigas. Vuelan en búsqueda de sangre las minúsculas moscas de la arena, denominadas localmente carachay, mientras que por el suelo deambulan enormes arañas pollito y gastrópodos, como el Choro moro.
Las flores son visitadas por las abejas del género Melipona, productoras de la denominada miel de palo.

### Flora
Fitogeográficamente el área pertenece al distrito fitogeográfico chaqueño occidental de la provincia fitogeográfica chaqueña, con algunas ingresiones ecotonales correspondientes al distrito fitogeográfico chaqueño oriental de la misma provincia fitogeográfica.
Se encuentran bosques de vinal (vinalares) así como de otras especies de algarrobos. Destacan los quebrachos blanco y colorado santiagueño. Otras especies del dosel arbóreo son el palo santo, mistol, viraró, itín, moradillo, saucillo, molle, talas, chañar, Capparis, el palo borracho de flor blanca o yuchán y grandes cactáceas de los géneros Opuntia, Cereus, y Trichocereus.
En los albardones que bordean el río Bermejo abundan bosques de aliso de río, sauce criollo, y palo amarillo. Algo más alejados del río se observan ejemplares de palo jabón y palo piedra.

## Infraestructura
Su centro administrativo es el casco de la antigua estancia, la cual posee una casa principal, y hacia él llega el camino más importante. Junto a este último, y en las proximidades del casco, se encuentra el campamento para investigadores el que cuenta con antena de radio.
Desde el área del campamento parten picadas entre el monte, todas con carpeta de tierra, las que conducen a caños, lagunas, y pozos temporarios.

## Amenazas y vigilancia
La principal amenaza constituye la abundante presencia de cazadores furtivos, actividad que obviamente se encuentra totalmente prohibida. Hasta el pase completo a la jurisdicción nacional se asignó la custodia de la entrada de la estancia a dos guardaparques provinciales provistos por la subsecretaria de recursos naturales y medio ambiente del Chaco, los que recorriendo en motocicletas la enorme propiedad, confiscaron armas y presas a los furtivos. La Administración de Parques Nacionales de la Argentina destinó algunos guardaparques nacionales para reforzar los controles. 
Para evitar los riesgos de erosión genética por consanguinidad que afectarían con el tiempo a las especies de su fauna mayor, se ha propuesto el desarrollo de un corredor biológico que lo conecte por el sudoeste con el parque provincial Fuerte Esperanza, y luego a este interconectarlo hacia el sur con el parque provincial Loro Hablador, el cual ya está conectado por el sur con el parque nacional Copo, en el extremo noreste de la provincia de Santiago del Estero. De este modo se conformaría un gran bloque de bosques chaqueños protegidos que sumarían varios cientos de miles de hectáreas, gracias al cual aumentarían las posibilidades de mantener una indispensable cifra mínima de efectivos que permita proteger una población saludable de cada una de sus especies.
Cuando se mejore la infraestructura del parque los turistas tendrán un destino para ver la fauna mayor chaqueña, con un completo elenco de especies.